# 鹤城镇 (资溪县)
鹤城镇，是中华人民共和国江西省抚州市资溪县下辖的一个乡镇级行政单位。

## 行政区划
鹤城镇下辖以下地区：
城关社区、城东社区、司前社区、火车站社区、泸声村、西郊村、泉坑村、三江村、沙苑村、排上村、大觉山村、下长兴村、上皇村和长兴村。